# アラン・ニールセン
アラン・ニールセン（Allan Nielsen, 1971年3月13日 - ）は、デンマーク・エスビャウ出身の元サッカー選手。ポジションはミッドフィールダー。

## クラブ経歴
FCバイエルン・ミュンヘンでプロデビューを果たしたが、チームでポジションを得るのは難しく、1991年に退団。
1995-96シーズンに所属したデンマーク・スーペルリーガのブレンビーIFではリーグ優勝に貢献。その後プレミアリーグのトッテナム・ホットスパーFCへと移籍した。この年にデンマーク年間最優秀選手賞に選ばれた。
トッテナムに所属していた1998-99シーズンにはフットボールリーグカップ決勝でマン・オブ・ザ・マッチの活躍で優勝に貢献した。

## 代表経歴
1995年にサッカーデンマーク代表に初招集。1996年のUEFA EURO '96の代表メンバーに選ばれると、グループリーグのサッカートルコ代表戦ではゴールを決めた。
1998 FIFAワールドカップの代表メンバーにも選出されると、グループリーグのサッカー南アフリカ共和国代表戦でゴールを決めるなど、決勝トーナメント進出に貢献した。
UEFA EURO 2000のメンバーにも選ばれた。

## 代表歴

### 出場大会
- デンマーク代表
  - 1998 FIFAワールドカップ

### 試合数
- 国際Aマッチ 44試合 7得点（1995年-2002年）[2]

| デンマーク代表 | 国際Aマッチ | 国際Aマッチ |
| 年             | 出場        | 得点        |
| -------------- | ----------- | ----------- |
| 1995           | 1           | 1           |
| 1996           | 7           | 2           |
| 1997           | 6           | 2           |
| 1998           | 11          | 1           |
| 1999           | 7           | 1           |
| 2000           | 6           | 0           |
| 2001           | 4           | 0           |
| 2002           | 2           | 0           |
| 通算           | 44          | 7           |

## タイトル

### クラブ
オーデンセ
- カップ:1回 (1992-93)

ブレンビー
- リーグ:1回 (1995-96)

トッテナム
- リーグカップ:1回 (1998-99)

### 個人
- デンマーク年間最優秀選手賞:1回 (1996年)